# Femton meter historia

Den femton meter långa tidslinjen med informationstavlan i bakgrunden.

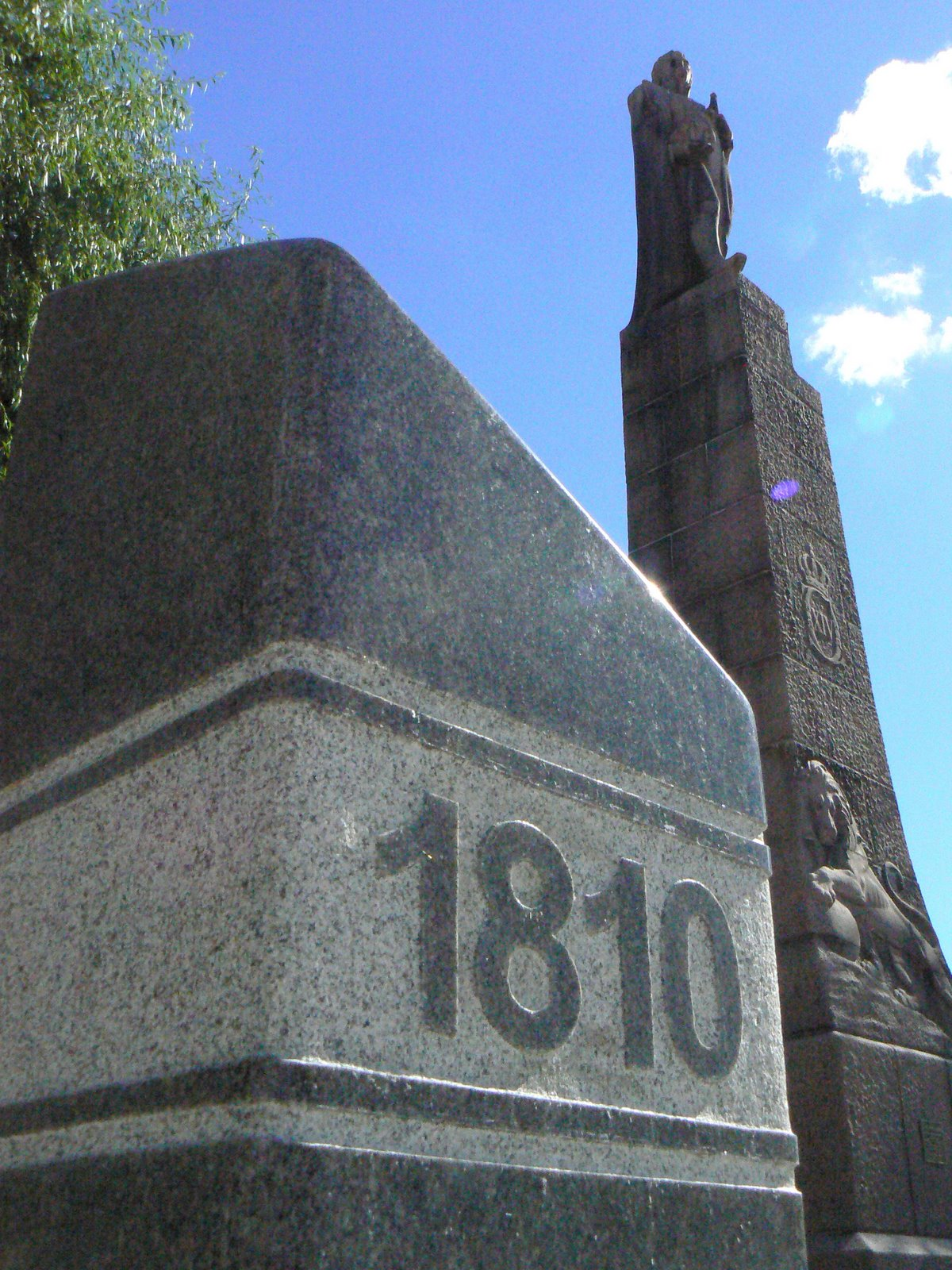
1810-pelaren framför statyn av Karl XIV Johan.

Femton meter historia är en historisk tidslinje i brons som är placerad framför statyn av Karl XIV Johan vid Järntorget i Örebro. Bronslinjen flankeras av två stenpelare märkta med årtalen 1810 respektive 2010. Med projektet ”Femton meter historia”, som invigdes i augusti 2010, markerar Örebro kommun 200-årsjubileet av det urtima riksdagsmöte som i Örebro den 21 augusti 1810 valde Jean Baptiste Bernadotte till svensk tronföljare.
Tidslinjen består av 47 tätt sammanfogade bronsplattor med en ingjuten årtalsstege som sträcker sig från 1810 till 2010. Förutom Bernadotteättens sju regenter finns över etthundra händelser angivna på plattorna. I anslutning till tidslinjen finns en stor tavla där varje händelse beskrivs. Innehållet är en blandning av världshistoria, nationell och lokal historia, utvecklingen av kommunikation respektive demokratiska fri- och rättigheter. De båda flankerande stenpelarna är försedda med mässingsskyltar som berättar om utgångsläget i landet 1810 och gör en jämförelse mellan då och nu.
Idégivare och ansvarig för design och innehåll är Kjell Olauson, som också är upphovsman till Solsystemet i Örebroformat, en skalenlig modell av solen och planeterna. Båda dessa projekt går under beteckningen Pedagogisk utsmyckning, vilket innebär att de är avsedda att utgöra ett dekorativt inslag i stadsmiljön med ett väldefinierat pedagogiskt innehåll, som kan väcka förbipasserandes intresse och nyfikenhet att lära sig något nytt.